# Rebecca Henderson
Rebecca Henderson, född 4 juni 1980 i Toronto, är en kanadensisk skådespelare.
Henderson har bland annat medverkat i TV-serierna The Acolyte, Inventing Anna och Russian Doll.

## Filmografi (i urval)
- 2019–2022 – Russian Doll (TV-serie)
- 2022 – Inventing Anna (TV-serie)
- 2024 – The Acolyte (TV-serie)